# Tadukhipa
Tadukhipa, na hurijskom Tadu-Hepa, bila je kći Tušratte, kralja Mitanija (vladao oko 1382. pr. Kr.–1342. pr. Kr.) i njegove kraljice Juni.
Relativno malo se zna o mitanijskoj princezi. Vjeruje se da je rođena oko 21. godine vladavine egipatskog faraona Amenofisa III., (od prilike 1366. pr. Kr.). Petnaest godina kasnije Tushratta je dao udati svoju kćer za svog saveznika Amenofisa III. u 36. godini vladavine Amenofisa III. (1352. pr. Kr.). Amenofis III. je umro dvije godine kasnije (1350. pr. Kr.), nakon vladavine od trideset osam godina. Harem mu je naslijedio sin i nasljednik Amenhotep IV. (Eknaton). Što se dalje dogodilo s Tadukhipom nije poznato.
Neki znanstvenici špekuliraju da je Tadukhipa bila Kiya, Eknatonova kraljica.
Tadukhipa se spominje u sedam od trinaest Tušrattinih pisama iz Amarne, 1350. pr. Kr. - 1340 pr. Kr.